# Cratere Rosa Bonheur
Rosa Bonheur  è un cratere sulla superficie di Venere. Deve il proprio nome all'omonima pittrice francese del XIX secolo.